# Hugo Roeloffs

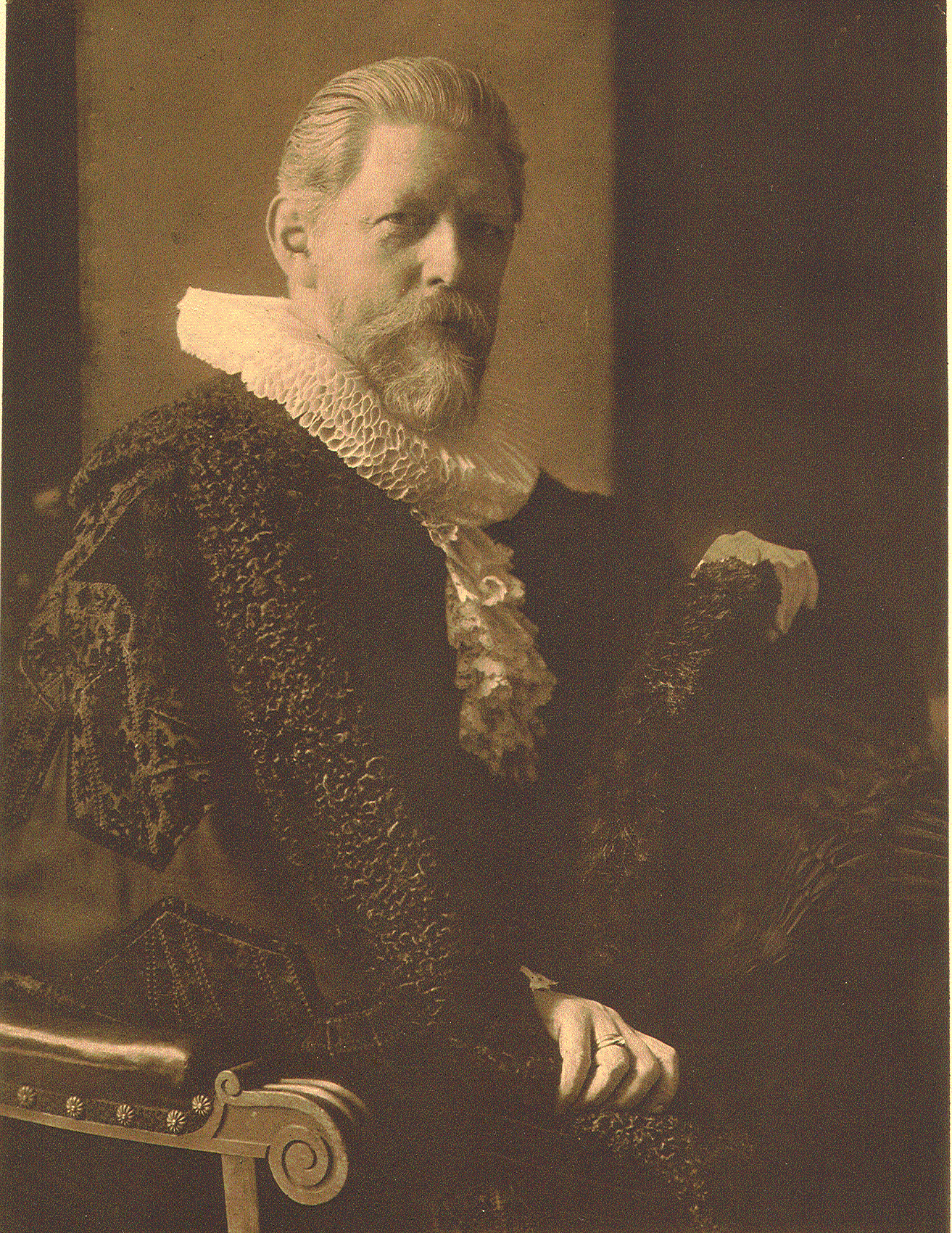
Roeloffs 1905

Hugo Amandus Roeloffs (* 2. Mai 1844 in Hamburg; † 25. Mai 1928 ebenda) war ein Senatssyndicus.

## Leben
Roeloffs wuchs in Hamburg auf und musste im 13. Lebensjahr die Schule verlassen, um zum Lebensunterhalt der Familie beizutragen. Er wurde während der Wirtschaftskrise von 1857 Schreiber in der Anwaltssozietät Dres. Albrecht & G. Hertz.
1861 wurde Roeoffs Schreiber am Hamburger Handelsgericht unter Johannes Versmann. Versmann, der 1861 in den Hamburger Senat gewählt worden war, bot Roeloffs, als er 1864 Präses der Deputation für Indirekte Steuern und Abgaben war, dort die Stellung als interimistischer Zoll- und Accisewächter zweiter Klasse an, die Roeloffs annahm.
Roeloffs gehörte der Deputation bis zu seinem Eintritt in den Ruhestand 1913 an. Roeloffs entwickelte sich rasch zu dem Experten für Steuerfragen in der Hamburgischen Staatsverwaltung. Bei den Verfassungsverhandlungen des Norddeutschen Bundes war Roeloffs als Berater von Senator Kirchenpauer für die Freihafenfrage benannt. Roeloffs galt als volkswirtschaftlich gebildet, da er in den Jahren von 1864 bis 1868 Hörer der öffentlichen Vorlesungen von Adolf Soetbeer und Ludwig Aegidi in Hamburg war.
1870 wurde Roeloffs hamburgischer Beamter und nach und nach zu einem der engsten Mitarbeiter von Versmann. Er begleitete Versmann bei allen Verhandlungen bzgl. Zollfragen. Aufgrund seiner überragenden Leistungen wurde er 1880 zum ersten Sekretär der Deputation für Indirekte Steuern ernannt und 1882 zum Senatssekretär – beides Positionen, die ein staatswissenschaftliches Studium voraussetzten.
In der heißen Verhandlungsphase des Zollanschlusses von November  1881 bis Januar 1882 war Roeloffs als Kommissar des Bundesrates von Hamburger Seite Teilnehmer der Verhandlung. Dabei verhandelte Versmann die politischen Fragen, wohingegen Roeloffs sich mit den technischen Fragen befasste. Das Ergebnis der Verhandlungen, das die Hamburger Wünsche weitgehend erfüllte, war zu sehr großen Teilen Roeloffs Verdienst.
Nach dem erfolgreichen Zollanschluss und der Errichtung des Freihafens und der Speicherstadt wurde Roeloffs 1889 zum Hamburger Senatssyndicus ernannt.
In den neunziger Jahren wurde er zu einem der führenden Männer im Senat, was Einfluss und Wissen anbelangt. Mehrere Bürgermeister berieten sich morgens mit ihm alleine zu schwierigen Fragen.
Es war mehrmals angedacht, Roeloffs zum Senator zu wählen. Dies wäre aber nur als Kaufmännischer Senator möglich gewesen, da er keinen Studienabschluss hatte; er hätte dann beträchtliche Gehaltseinbußen gehabt, daher wurde er nie Senator.
Hugo Roeloffs ruht in der Familiengrabstätte auf dem Friedhof Ohlsdorf. Sie liegt südwestlich vom Nordteich im Planquadrat Z 12.